# غار کوخول عنبر
غار کوخول عنبر (به تاتی:کوخولان بر) در استان اردبیل،شهرستان خلخال،روستای گردشگری لرد قرار دارد.این غار پربازدیدترین غار گردشگری در استان اردبیل است.

## تاریخچه
مردم روستای لرد از قدیم‌الایام به وجود این غار پی برده بودند و از آب آن بهره‌برداری می‌کردند. علاوه بر این، در صد سال گذشته، اهالی ده با هدایت مازاد آب به باغ هایشان،زمین و درختان باغ هایشان را آبیاری می کردند.گرچه با تغییرات اقلیمی آب آن کم شده اما با استفاده از نهرها هنوز می توان از آن برای استفاده در فصل گرما بهره برد.
با وجود اینکه متاسفانه تاکنون از غار کاوش حرفه ای و برنامه ریزی شده ای صورت نگرفته اما همچنان این غار به عنوان یکی از جاذبه های پربازدید گردشگران پس از آبشار سیبیه خانی به شمار می رود.

## ریشه نام
نام این غار برگرفته از زبان تاتی است که ترکیبی از کوخولان به معنای غار(غار ها)و بر به معنای بیرون و اطراف است.

## موقعیت جغرافیایی
کوخول عنبر در درون روستای گردشگری لرد واقع شده و فاصله آن تا میدان مرکزی روستا تقریبا یک کیلومتر است.

## نگارخانه

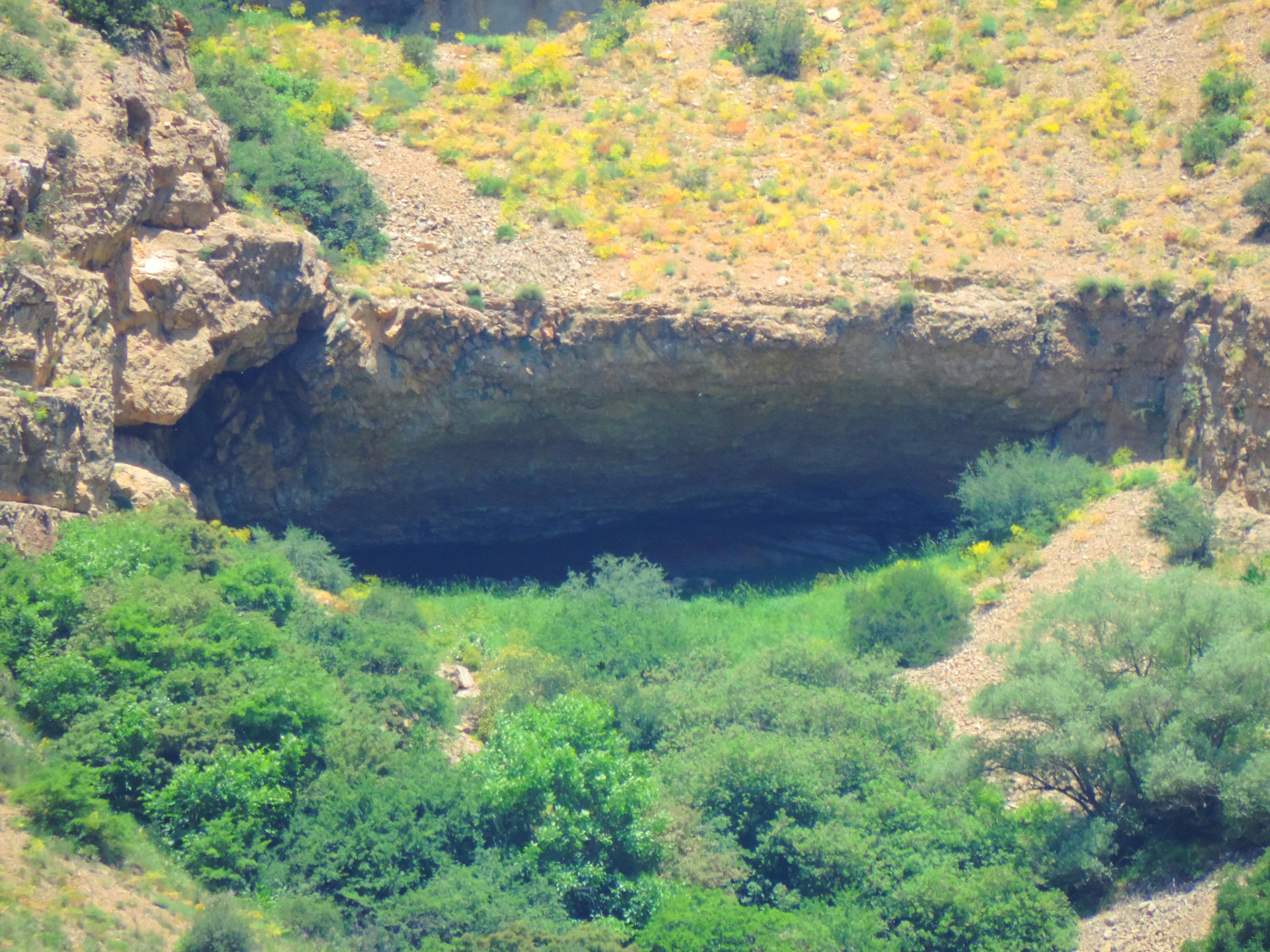
دور نمای غار
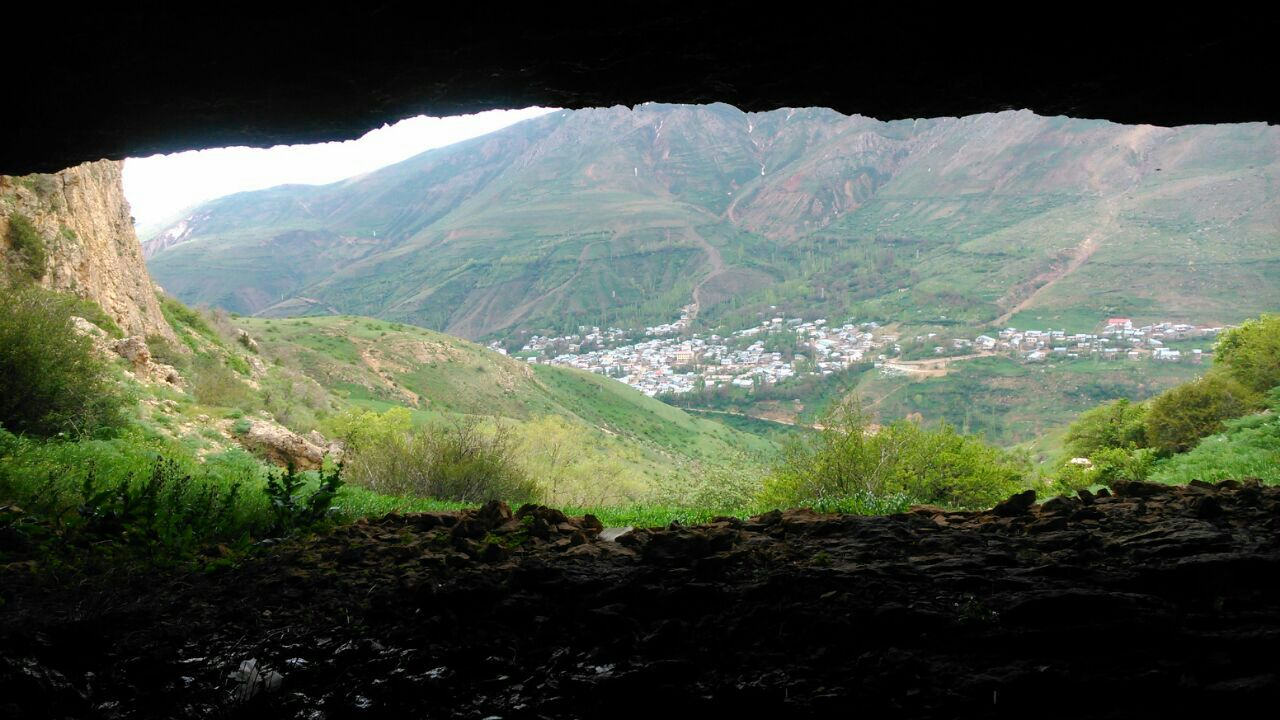
چشم انداز روستای گردشگری لرد از درون غار
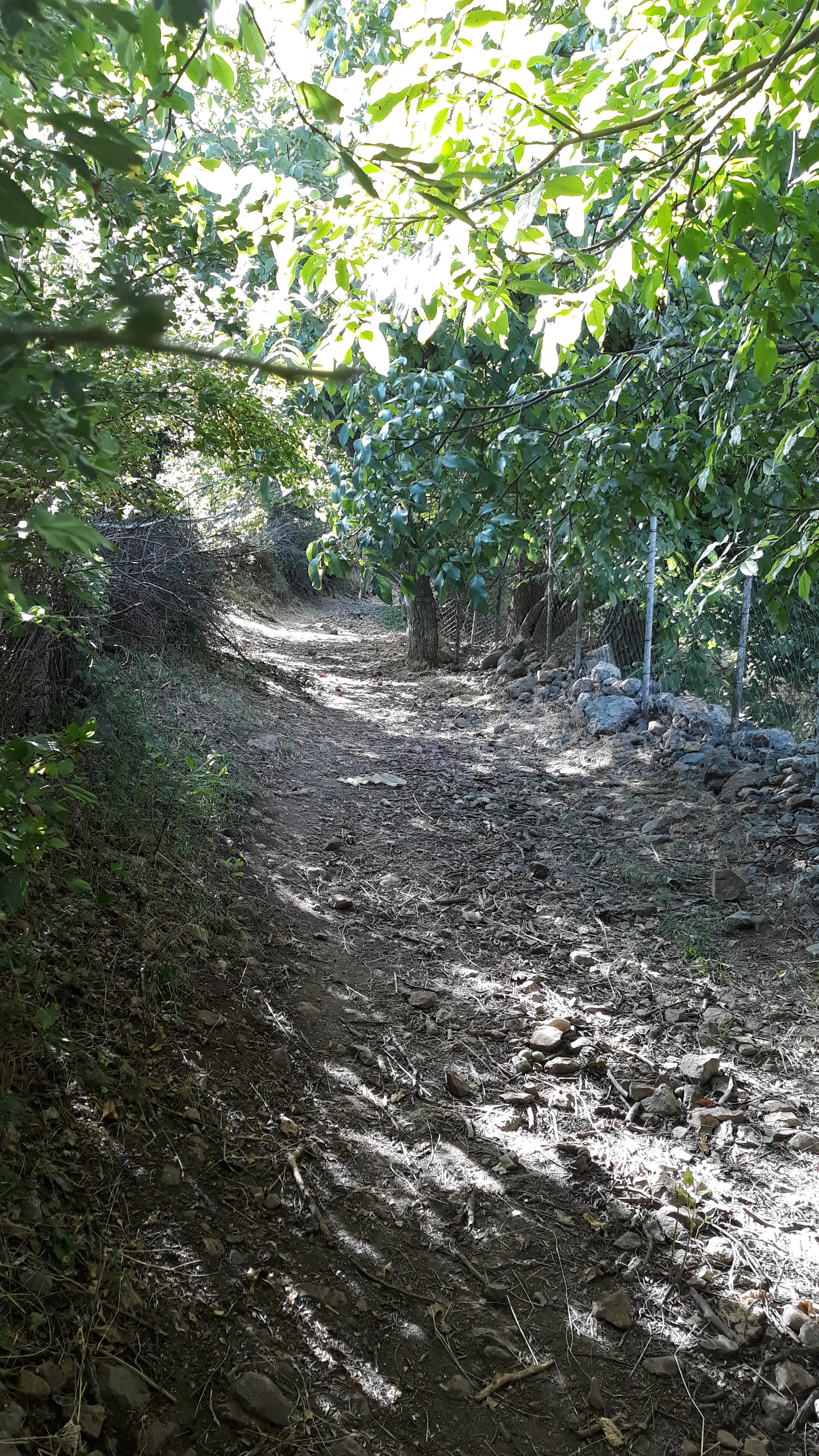
کوچه باغ های نزدیکی غار